# Amorphophallus antsingyensis
Amorphophallus antsingyensis là một loài thực vật có hoa trong họ Ráy (Araceae). Loài này được Bogner, Hett. & Ittenbach mô tả khoa học đầu tiên năm 1999.